# Пјетра Мараца
Пјетра Мараца (итал. Pietra Marazzi) је насеље у Италији у округу Алесандрија, региону Пијемонт.
Према процени из 2011. у насељу је живело 783 становника. Насеље се налази на надморској висини од 91 м.

## Становништво
| 1931. | 1936. | 1951. | 1961. | 1971. | 1981. | 1991. | 2001. | 2011. |
| ----- | ----- | ----- | ----- | ----- | ----- | ----- | ----- | ----- |
| 580   | 617   | 720   | 734   | 640   | 688   | 780   | 932   | 900   |